# Liste des édifices labellisés « Patrimoine du XXe siècle » de Tarn-et-Garonne
La liste des édifices labellisés « Patrimoine du XXe siècle » de Tarn-et-Garonne recense de manière exhaustive les édifices disposant du label officiel français « Patrimoine du XXe siècle » situés dans le département français de Tarn-et-Garonne. Chacun de ces édifices est accompagné de sa notice sur la base Mérimée et de sa date de labellisation.

## Liste
| Monument                        | Commune        | Adresse             | Coordonnées                      | Notice         | Date | Illustration                    |
| ------------------------------- | -------------- | ------------------- | -------------------------------- | -------------- | ---- | ------------------------------- |
| Ancien pont suspendu            | Bourret        |                     | 43° 56′ 48″ nord, 1° 10′ 20″ est | « PA00095920 » |      | Ancien pont suspendu            |
| Hôtel Marceillac                | Castelsarrasin | 54 rue de l'Egalité | 44° 02′ 09″ nord, 1° 06′ 31″ est | « PA82000015 » |      | Hôtel Marceillac                |
| Monument aux morts de Montauban | Montauban      | cours Foucault      | 44° 01′ 09″ nord, 1° 20′ 36″ est | « PA82000011 » |      | Monument aux morts de Montauban |
| Marché de Villebourbon          | Montauban      | place Lalaque       | 44° 00′ 59″ nord, 1° 20′ 42″ est | « PA82000012 » |      | Marché de Villebourbon          |
| Pont Neuf                       | Montauban      |                     | 44° 00′ 39″ nord, 1° 20′ 56″ est | « PA82000013 » |      | Pont Neuf                       |